# Eratoneura beeri
Eratoneura beeri är en insektsart som först beskrevs av Hepner 1972.  Eratoneura beeri ingår i släktet Eratoneura och familjen dvärgstritar. Inga underarter finns listade i Catalogue of Life.